# 爆発!宇宙クマさんタータ・ベア&菊千代くん
『爆発!宇宙クマさんタータ・ベア&菊千代くん』（ばくはつ!うちゅうクマさんタータ・ベア&きくちよくん）は、佐藤正による日本の少年漫画作品。

## あらすじ
デオクリスタル星はじまって以来の落ちこぼれである宇宙グマのタータ・ベアが、惑星追放され地球で勉学のなんたるかを学びとってくるよう命じられる。

## 概要
集英社の週刊少年ジャンプにて、1992年18号から39号まで連載。連載開始前には1991年に週刊少年ジャンプAutumn Specialと週刊少年ジャンプ1992年5号にて読み切りが掲載。
本作品は東京都にある架空の町、三葉町を中心に繰り広げられるギャグ漫画で、タータ・ベアと菊千代の2人を主人公とした作品である。
雑誌連載時のタイトルは『爆発!宇宙クマさんタータ・ベア』で、単行本化の際に菊千代の名前が追加された。
前作である『燃える!お兄さん』と同様、動物語のシステムが存在する(動物語は吹き出しの枠線が二重になる)が、タータをはじめとした宇宙グマたちは地球人の言葉を話す事が出来るため、実際にこのシステムが活かされた事は少ない。
マンガ図書館Zにて無料で配信されていたが、2017年3月12日をもって取り下げられた。

## 登場人物
タータ・ベア
本作品の主人公で宇宙グマ。通称タータ。兄弟構成は5人兄弟の3番目。母星であるデオクリスタル星では100段階評価で全ての科目で1を取る等、デオクリスタル星はじまって以来の落ちこぼれ。そのため、1年間地球へ惑星追放された。地球では菊千代の屋敷に居候しており、何かと張り合っているが、勉強面では共に甲乙つけられないほど出来が悪いので他の事で競い合っている。ものすごく痛い事があった時には、「いてーっ」という声が超音波になる『イタイイタイ砲』という必殺技がある。家族からは惑星追放の際に縁を切られている。妹のミーシャに弱い。
東 菊千代（あずま きくちよ）
本作品のもう1人の主人公。三葉中学1年生。一人っ子。お小遣いは月100万円。大金持ちのボンボンであるが、タータと張り合うくらいの落ちこぼれ。学校では制服があるが、何故か私服で登校している。当初は父親と同様袴を履いていたが、途中から衣替えで洋服を着るようになった。
東 桜左エ門(あずま さくらざえもん)
菊千代の父で東物産二代目社長。後継ぎの菊千代には期待をかけてはいるが、出来の悪さに苦労している。しかし、息子の為に数千万単位の金を簡単に出してしまうなど非常に甘い。
菊千代の母(名称不明)
菊千代の母で桜左エ門の妻。和服を着ている。出番は少なく、ストーリーに直接関わる事が無かった。
坂口 皆子(さかぐち みなこ)
菊千代達の担任の先生。独身。新米教師とのこと。普段はにこやかだが怒ると怖い。
小森 久美子(こもり くみこ)
菊千代のクラスメート。家は動物病院をやっている。高橋由美子に少し似ているとのこと。所謂天然キャラ。
木之内 藍(きのうち あい)
菊千代のクラスメートで小森の友達。気の強い性格だが、やや恥ずかしがり屋。
梶山 一郎太(かじやま いちろうた)
菊千代のクラスメート。堅物な性格で、小学校時代はずっと委員長をやっていた。自称吉田栄作似。
宝島 太郎(たからじま たろう)
菊千代のクラスメート。目立った特徴が無く、つっこみのないダウンタウンの浜ちゃんとよく言われるとのこと。
神宮寺 サブロー(じんぐうじ サブロー)
菊千代のクラスメート。悪役レスラーのような風貌だが、特技がUFOキャッチャーで学校内ではこっそり小森を盗撮しているなど、中身はオタクっぽい。また、本人曰く天才児とのことだが学校の成績は相当悪い(タータや菊千代ほどではない)。
ゴンタ
タータの幼馴染の宇宙タヌキ。1年間停学をくらっていたため、タータが惑星追放されていた事を知らず、タータを追いかけて地球にやってくる。地球での主食はパン屋が廃棄したパンの耳であるなど、極貧生活を送っている。
ミーシャ
タータの妹。落ちこぼれの兄とは違い、10歳で既に大学を卒業しているほど優秀。家族を代表してタータの様子を見に来たとのことだが、実際はタータの勉強を見るために地球にやってきた。